# Språkförbistring

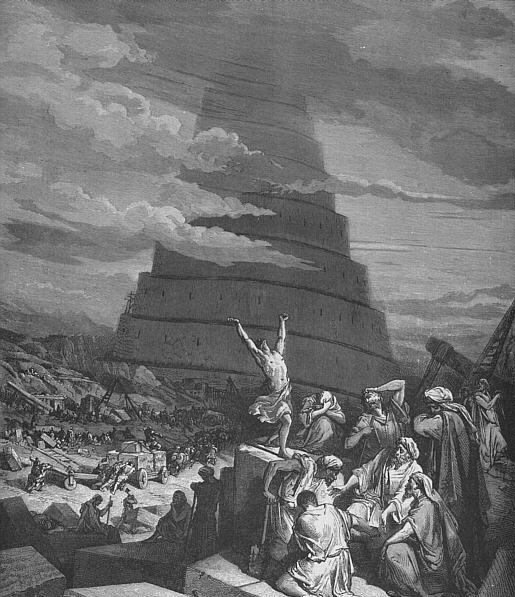
Språkförbistring. Av Gustave Doré

Innebörden av språkförbistring är att kommunikation inte uppstår; man talar förbi varandra och förstår inte det språk som används. Språkförbistring syftar på den händelse som beskrivs i Första Mosebok (Genesis) i Bibeln och är en del av berättelsen om Babels torn. Senare vetenskaplig forskning har gett oss olika teorier om språkets uppkomst och evolution.

## Den bibliska texten
Den bibliska texten om urhistorien i Första Moseboken (1 Mos 1-11) kan struktureras i skapelse (kap 1-2), syndafall (kap 3-5), syndaflod (kap 6-10) och språkförbistring (kap 11). Texten påminner delvis om mytologiska berättelser från kringliggande kulturer men det som skiljer den är att den infogar berättelsen i en historisk ram.
Bibeltexten svarar inte på frågan om språkets uppkomst, den konstaterar att "jorden hade samma språk och samma ord". Därefter berättas hur människorna flyttar österut, bosätter sig i dalen Shinar, slår tegel och bygger en stad "med ett torn som når ända upp till himlen." (1 Mos 11:1) Konsekvensen blir, berättar texten som förmodligen är från 900-talet f.Kr., att Gud ingriper och avbryter tornbygget, skingrar folket och skapar språkförbistringen på jorden. "Därför kallas platsen Babel, ty där skapade Herren språkförbistringen på jorden, och därifrån skingrade han människorna över hela jorden".

## Språket i Babel
Språket i Babel tillhörde liksom hebreiskan de semitiska språken men var tillräckligt olikt för att israelerna inte skulle förstå det. Enligt kilskriftsfynd från Babylon har man kunnat konstatera att det hör till samma semitiska språkstam som hebreiskan men skiljer så mycket att man knappast kunnat förstå varandra. Det konstaterar också profeten Jesaja i sin bok: "Folket talade så underligt, ett främmande, obegripligt språk." (Jes 33:19)
I den bibliska historien finns en berättelse som hör ihop med språkförbistringen. Den inträffar under Shavuot, veckofesten eller skördefesten i Jerusalem femtio dagar efter den påsk då Jesus från Nasaret blev korsfäst. Evangelisten Lukas berättar i Apostlagärningarna 2:1-11 (Apg 2:1-11) hur människor från alla folk och stammar var samlade till högtiden. Då blev helig Ande utgjuten över apostlarna och de talade så att alla förstod sitt eget modersmål. Språkförbistringen från berättelsen i Babel upphörde och man talade inte längre förbi varandra.

## Kulturell kontext
Det finns en anknytning mellan bibeltexten och det babyloniska skapelseeposet Enuma elish. Där berättas att när helgedomen Esagila i Babel byggdes så "lyfte de Esagilas huvud mot Apsu" Apsu var beteckningen för himlen och själva formuleringen blir en slags ordlek med namnet Egasila, eftersom det betyder "platsen för huvudets höljande. Jfr med "ett torn som når ända upp till himlen" ur berättelsen i Genesis.
En annan ordlek finns i själva namnet Babel (Babylon). Det hebreiska verbet balál kan översättas med förbistra eller förvirra och det finns i texten som både beskrivning och förklaring.
Ytterligare en språklig anknytning är att akkaderna, som bodde i Mesopotamien under andra årtusendet f.Kr., övertog ett gammalt namn på staden som var Babilla, vilket i deras språk kunde tolkas som gudens port (babu=port och ilu=gud, gudom).
På den mesopotamiska slätten utvecklades redan under tredje årtusendet f.Kr. en rik civilisation med städer vars tempel var formade som trappstegstorn som kom att kallas ziqqurater (se bilder av Gustave Doré och Pieter Bruegel den äldre). I Babel fanns en oerhört stor sådan vid namn Etemenanki som texten ur Genesis kan ha syftat på.

## Religion och språk
Skriftreligionernas urkunder har olika karaktär. Både judendomens och kristendomens texter finns samlade i Bibeln (Judendomens i Första eller Gamla testamentet och kristendomens i Gamla och Nya testamentet.) Där finns historiska texter, poesi, vishetslitteratur, profetiska texter, brev och apokalyptik. Där finns också liknelser, som är berättelser eller bilder för det budskap som förmedlas. Språkets karaktär är en viktig nyckel till förståelse av texterna. I skapelseberättelserna är texterna av mytologisk karaktär. Ordet myt kan definieras på två sätt enligt Svenska Akademiens ordlista, antingen "sägen om gudar" eller "uppdiktad historia, vanföreställning" och ibland har de olika betydelserna blandats ihop så att myt blivit synonymt med osanning. I religionernas texter är myten något som vill öppna för en sanning bortom orden. 
Författaren Rollo May skriver att myten ger möjlighet att skapa mening i tillvaron. Den är ett berättelsemönster som ger betydelse åt vår existens. Han menar att när språket avstår från myterna så förlorar det sin mänskliga värme, färg och inre mening - det som ger livet en personlig innebörd.
Han menar vidare att myten är som ett drama som börjar med en historisk händelse och sedan antar sin speciella karaktär som en metod att orientera människan i verkligheten. Medan det empiriska språket hänvisar till objektiva fakta visar myterna till den mänskliga erfarenhetens innersta kärna, till livets mening och innebörd.
Författaren Thomas Mann hävdar att myten förmedlar en tidlös sanning och Aristoteles, som ibland beskrivs som förnuftets fader, säger att den som är vän av visdom är också vän av myten.

## Fotnoter
1. ↑  Bibel 2000 Svenska Bibelkommissionens översättning.1 Mosebok 1:1-11
2. ↑  Johansson, Sverker Origins of Language, constrains and hyphotheses Amsterdam 2005
3. 1 2  Brandon, Samuel Creation legends of the ancient Near East London 1963
4. ↑  Andersson, Greger m.fl. Berättarna - en guide till Gamla testamentets böcker Örebro: Libris 2006
5. 1 2  Björndalen, A J Första Mosebok, en kommentar Stockholm: Verbum 1971
6. ↑  Johnsson, Bo Ursprunget Stockholm: Verbum 1992
7. ↑  Bibel 2000 Jesaja 33:19
8. ↑  Bibel 2000 Apostlagärningarna 2:1-11
9. ↑  Fahlgren, Sune (red.) Libris stora handbok till Bibeln Örebro: Libris 2001
10. ↑  Svenska Akademiens ordlista över svenska språket, Stockholm 2006
11. ↑  May, Rollo The cry for myth W.W. Northon&Company, Inc. 1991